# Paul Jefferson Vivas
Paul Jefferson Vivas (* 26. Mai 1991) ist ein philippinischer Badmintonspieler. 

## Karriere
Paul Jefferson Vivas stand 2011 im Viertelfinale des Herrendoppels der Südostasienspiele. Mit dem Herrenteam scheiterte er bei derselben Veranstaltung ebenfalls im Viertelfinale. Weitere Starts folgten bei den Macau Open 2011, der Japan Super Series 2012, dem Indonesia Open Grand Prix Gold 2012 und den Macau Open 2012. Bei letztgenannter Veranstaltung wurde er Fünfter. 2012 startete er bei der Asienmeisterschaft, 2013 bei der Badminton-Weltmeisterschaft.